# Cadsulfohita
La cadsulfohita és un mineral de la classe dels sulfats.

## Característiques
La cadsulfohita és un sulfat de fórmula química Cd₂(SO₄)(OH)₂. Va ser aprovada com a espècie vàlida per l'Associació Mineralògica Internacional en el mes de març de l'any 2025, i encara resta pendent de publicació. Cristal·litza en el sistema monoclínic.
L'exemplar que va servir per a determinar l'espècie, el que es coneix com a material tipus, es troba conservat a les col·leccions del Museu Mineralògic i Geològic de la Universitat Harvard, a Cambridge (Estats Units), amb el número de catàleg: MGMH#2024.11.

## Formació i jaciments
Va ser descoberta a la mina Tsumeb, situada a la prolífica mina homònima de la regió d'Oshikoto, a Namíbia, sent aquest indret l'únic de tot el planeta on ha estat descrita aquesta espècie mineral.